# Eufêmia de Ross
Eufêmia de Ross (m. 1387)  foi rainha consorte da Escócia como a segunda esposa de Roberto II da Escócia.